# 小区画水田

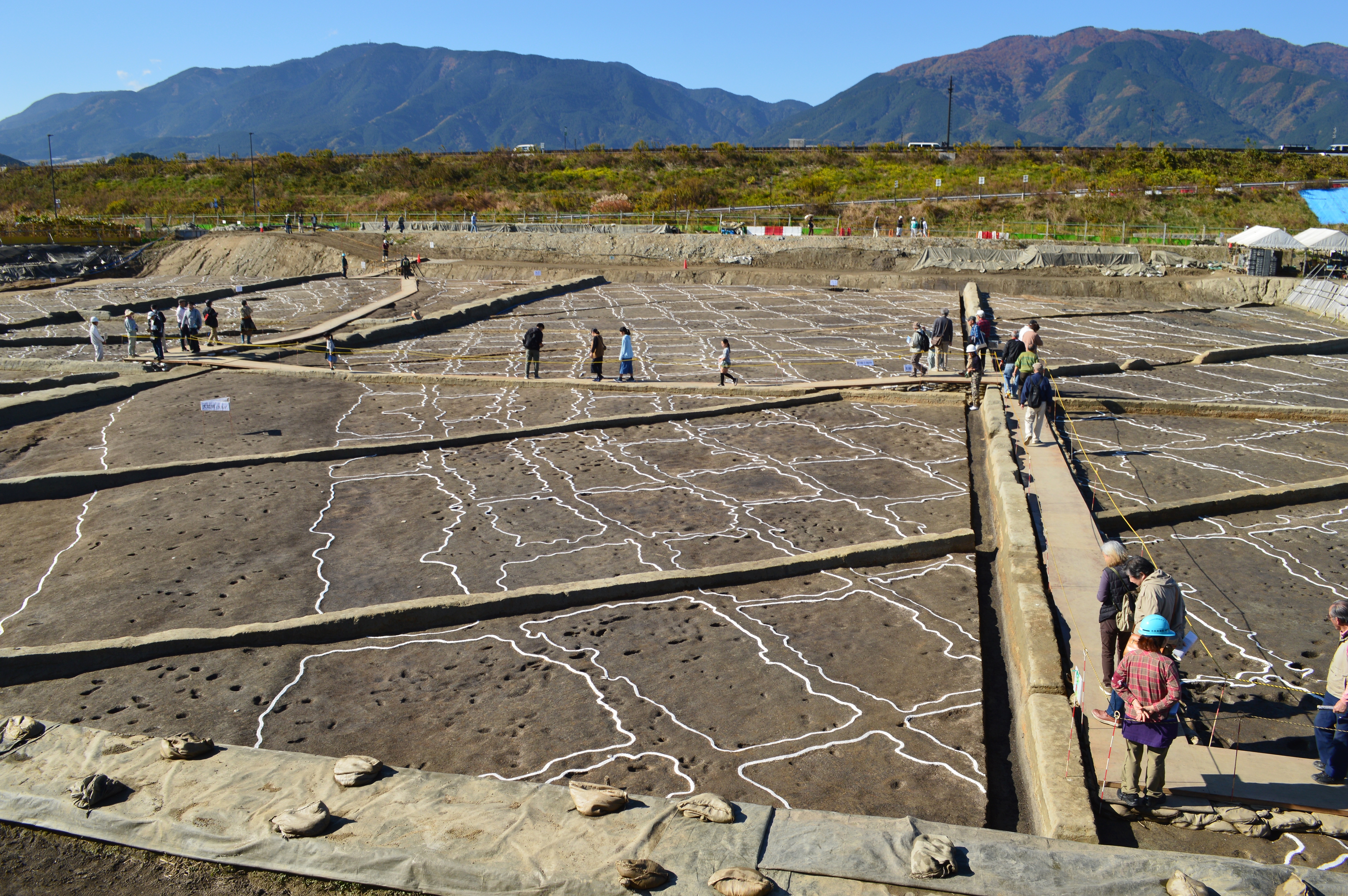
弥生時代前期の水田遺構の例中西遺跡（奈良県御所市）2019年発掘調査時。大畦畔（画像左端：手前から奥方向）の区画内（右側）において、幹線小畦畔（手前から奥方向）・支線小畦畔（左右方向）で水田群が区画される。

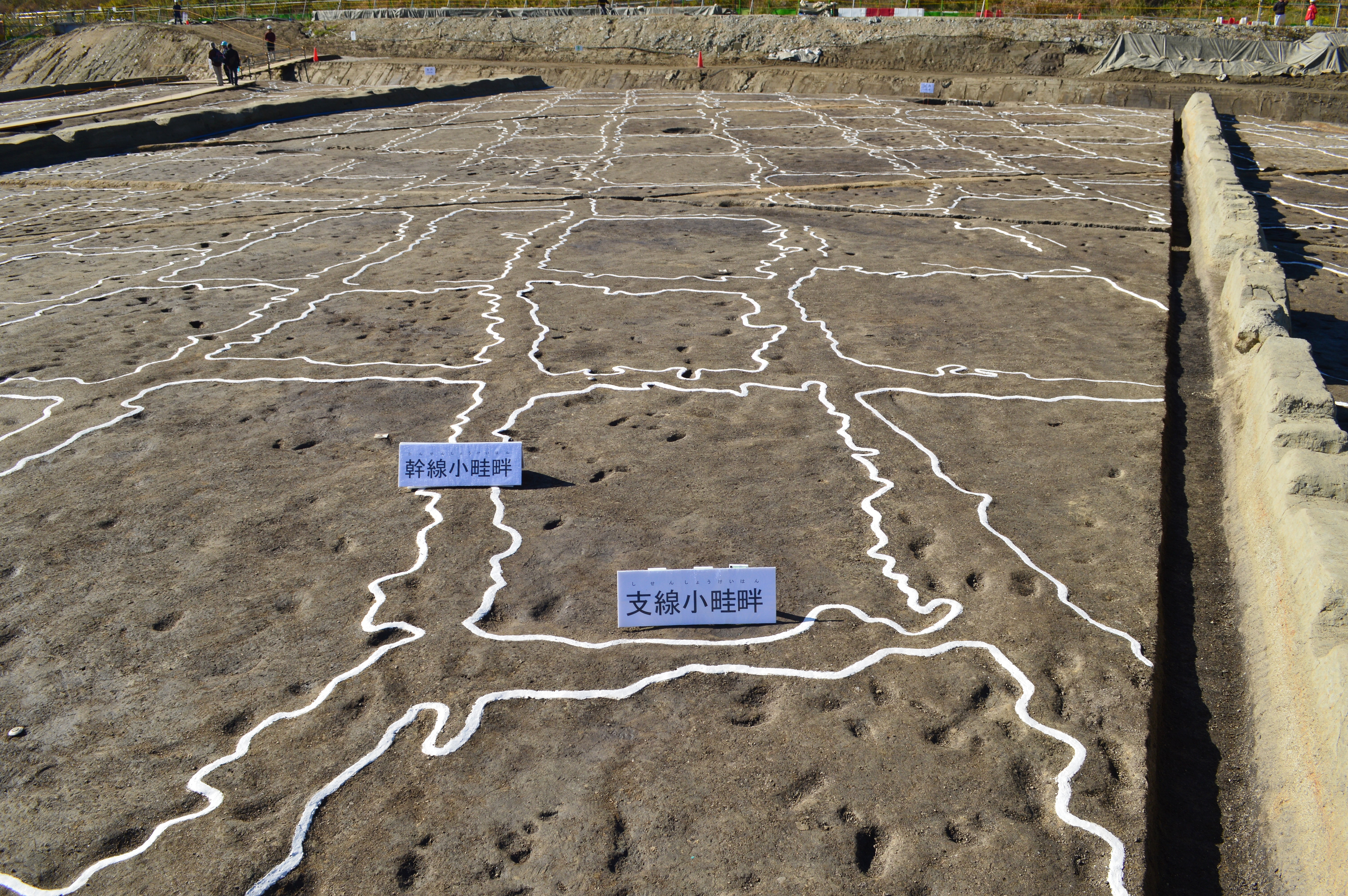
同上。1つの水田は幹線小畦畔（手前から奥方向）・支線小畦畔（左右方向）で区画される。水田内には当時の足跡も認められる。

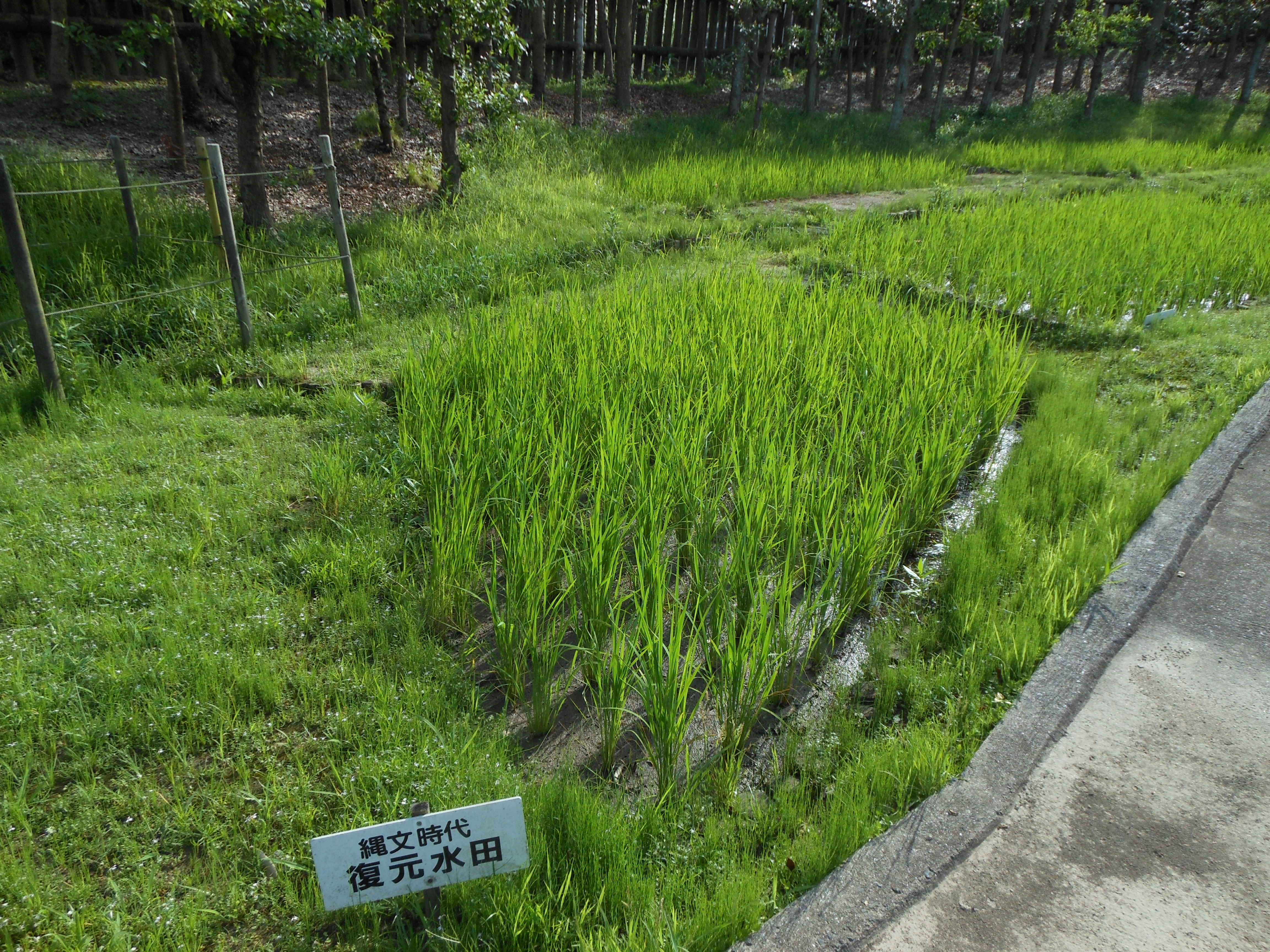
菜畑遺跡（佐賀県唐津市）の復元水田。弥生時代早期初頭の1区画20 - 30平方メートルの水田跡が発見されている。

小区画水田（しょうくかくすいでん）は、弥生時代から古墳時代にかけての日本列島で造られた、非常に小さな区画からなる水田。1つの面積は100平方メートルに満たないか、特に極小のものでは5平方メートル程度しかないが、それらが数百、時に数千の数で集まることで広大な水田面が形成された。小区画水田の遺構は班田制・条里制水田が出現する以前の古代稲作の形態を示し、古墳時代には全国的に造られた。ミニ水田と言う形容もある。

## 概要
日本における古代稲作・水田についての本格的な研究は、1943年（昭和18年）に発見された静岡県静岡市登呂遺跡の弥生時代水田に始まる。1947年（昭和22年）から1950年（昭和25年）にかけて同遺跡の発掘調査で検出された水田は、一面が10000平方メートルを測る畦畔（けいはん）で区切られた大区画水田と当時は認識されていた。
その後、1970年代以降に大規模開発が増加するに伴い、全国的に遺跡の調査件数が増加して調査面積も拡大し、また台地や丘陵上だけでなく、沖積低地での遺跡調査例も増加した。
古墳時代にあたる3世紀後半から6世紀にかけて榛名山と浅間山による複数回の大規模火山噴火が起き、大量のテフラ（火山噴出物）降下があった群馬県では、当時の生活面（地表面）がテフラに一瞬で覆われて良好な状態で残された事例が多いが（渋川市の黒井峯遺跡など）、高崎市における1973年（昭和48年）の大八木遺跡、1976年（昭和51年）の日高遺跡の発見を皮切りに、御布呂遺跡や芦田貝戸遺跡・同道遺跡・萩原団地遺跡（いずれも高崎市）など、テフラ埋没により良好な水田面を残す遺跡が多数検出され始めた。
また、土壌分析に自然科学分析の手法（稲の存在を示すプラント・オパール検出など）が取り入れられるようになったことで、明確な遺構の識別・検出が難しいとされる沖積低地の遺跡でも、より精度の高い遺構検出が可能となってきた。
宮城県仙台市の富沢遺跡の調査では、群馬県のような降下テフラによる埋没や、岡山県岡山市の百間川遺跡群のような大洪水による埋没作用が無く、連続的に耕作が営まれた地帯でも、畦畔や畦畔痕跡（疑似畦畔）などの水田痕跡が認識可能であることが判明したが、これ以降全国の平野部での水田遺構の検出・発見も増加していった。
これらの事例と研究成果の蓄積により、弥生・古墳時代水田の実態として見えてきたのは、1辺が最小2・3メートル規模の小畦畔が整然と並んだ小区画水田の姿であった。
小区画水田が発見された遺跡として知られるものには、上記の他に滋賀県守山市の服部遺跡、愛知県一宮市の伝法寺野田遺跡、静岡県静岡市の瀬名遺跡、川合遺跡、曲金北遺跡などがあり、小区画水田の遺例は全国的に分布している。

## 構造
当時の水田構造は、まず幅1メートル以上の「大畦畔」による区画から構築される。大畦畔は長さ数百メートルの規模を持ち、堤や水路、農道としての機能を持っており、自然河川の水を取水口（水口）から取り込み区画内に引き込んでいた。大畦畔の内部は建築廃材や壊れた農具等の木材を芯材として並べ、畦側面には矢板を設置して補強する場合もあった。また、畦内部に土師器の甕や壺を埋納した事例があり、水田前祭祀が行われたと推測されている。
大畦畔の内側には、内部を細分する「小畦畔」が造られる。小畦畔の区画にも、微細な地形傾斜の向きにあわせて水口が造られ、全区画に効率的に水が行き渡るように構築されていた。小畦畔は幅50センチメートル以下で、芯材を持たず、耕期毎に作り替えられていたと考えられている。形態には正方形・長方形のほか、不定形なものや五角形・六角形をしたものもある。
一辺が2・3メートルしかないものは「極小区画水田」ともよばれ、数百もの単位で大区画内に配置される。静岡市の静岡県コンベンションアーツセンター（グランシップ静岡）建設など東静岡駅前開発に伴う発掘調査で発見された「曲金北遺跡」では、2001年（平成13年）までの調査時点で5522面もの極小区画が発見されている。
このような小区画を設ける目的としては、沖積地内での微細な比高差に対応し、水田全体に水を行きわたらせて灌漑効率を高める機能があったのではないかと考察されている。
群馬県のテフラ埋没水田の例などから、小区画水田は、度重なる火山災害に対する復興対応として生じた特異な水田形態ではないかとする意見もあったが、それらの被害のない地域での検出例が増加したため、現在では疑問視されている。
また、小区画水田の発生を、古墳時代中期（5世紀）における渡来系農業技術の導入と関連付け、首長権拡大による大規模開発の始まりと捉える意見もあるが、小区画水田は弥生時代前期から出現し始めており、弥生時代以来の伝統的な水田耕作の過程の中で生じてきたとする見解もある。
なお、登呂遺跡は、調査報告や都出比呂志の論文により長く大区画水田に分類されていたが、1999年（平成11年）～2003年（平成15年）にかけて行われた再調査の際、既知の大畦畔の中に、前調査時に認識されなかった小畦畔があることが確認された。